# الكرونة الجرينلاندية

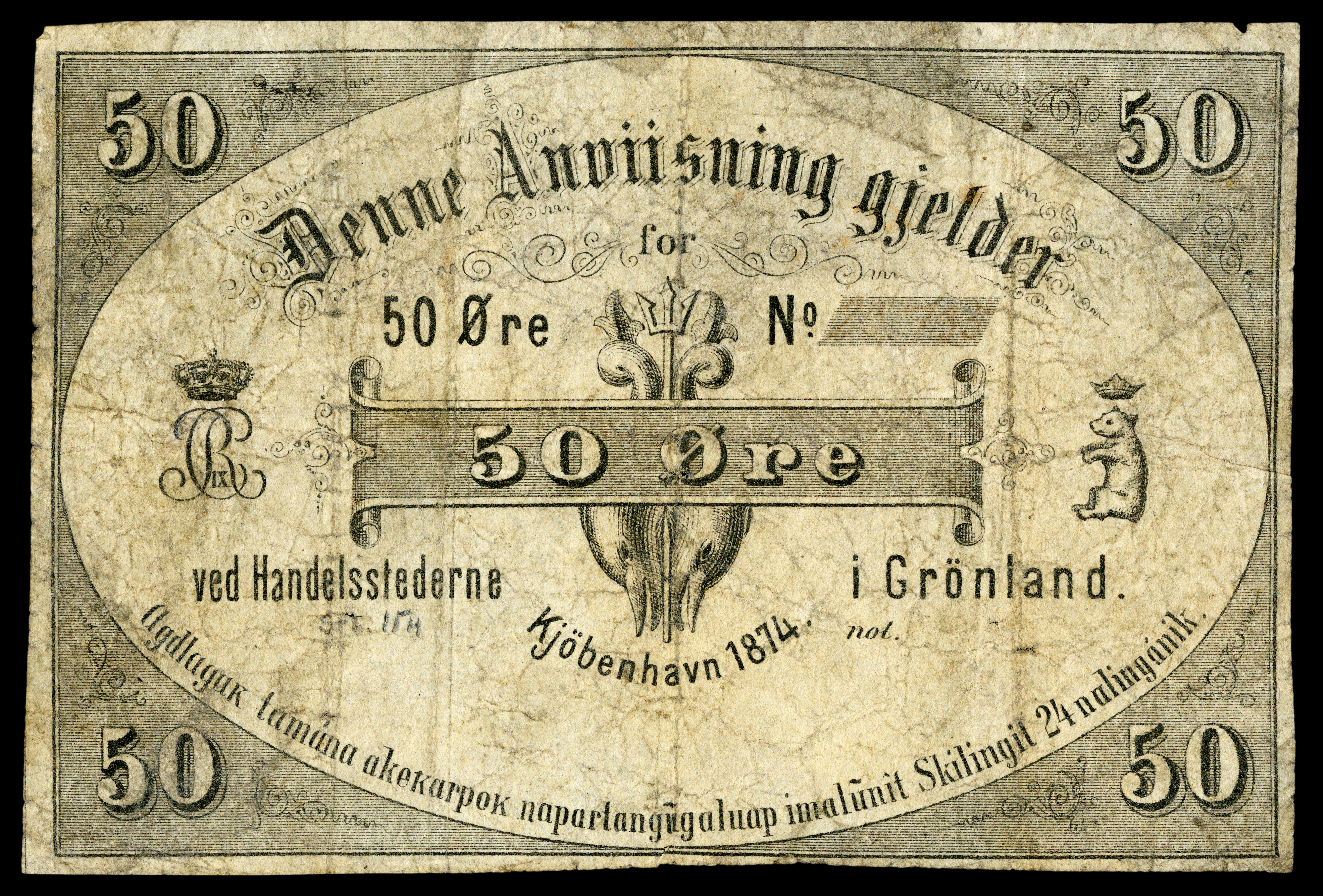
جرينلاند، 50 أور (1874)، أول سنة إصدار للكرونة الجرينلاندية. صُدرت الورقة النقدية أحادية الوجه (بقيمة نصف كرونة) في الدنمارك لاستخدامها في جرينلاند. تحتوي الورقة النقدية على الشعار الملكي لكريستيان التاسع ملك الدنمارك على اليسار ودب قطبي صغير متوج على اليمين.

الكرونة الجرينلاندية ( الجرينلاندية: koruuni، الدنماركية: grønlandsk krone) كانت عملة مخططة لجرينلاند، وتُخلى عن خططها في عام 2009. يُستخدم نفس الاسم غالبًا للعملة الصادرة خلال فترة جرينلاند كمستعمرة دنماركية. يشتق اسم الكرونة من الكرونة الدنماركية، التي قُدمت في إصلاح العملة عام 1873 والتي حلت محل المارك الدنماركي والسكيلينج.
في الوقت الحالي، يُتداول الكرونة الدنماركية في جرينلاند. لم يكن من المفترض أن تكون الكرونة الجرينلاندية عملة مستقلة، بل كانت بمثابة نسخة من الكرونة الدنماركية. وبالتالي، لم يكن المقصود أن يكون لها رمز عملة ISO 4217 خاص بها، بل استخدام نفس رمز ISO 4217 مثل الكرونة الدنماركية، وهو DKK. حتى لو أُعتمدت العملة، فإن الكرونة الدنماركية (العادية) كانت ستستمر في التداول بشكل منفصل.

## تاريخ
كما هو الحال في الدنمارك، حلت الكرونة محل الريجسدالر في عام 1874 بمعدل 2 كرونة = 1 ريجسدالر. كانت جميع إصدارات الكرونة في جرينلاند معادلة من حيث القيمة للكرونة الدنماركية. خلال الجزء الأخير من القرن التاسع عشر، وبينما كانت جرينلاند لا تزال مستعمرة دنماركية، أصدرت العديد من شركات التعدين العاملة في جرينلاند عملاتها الخاصة. كما أُدخلت العملة الزنكية المميزة في مستعمرة أماساليك التي تأسست حديثًا. بين عامي 1926 و1964، قدمت شركة Kongelig Grønlandske Handel ( التجارة الملكية في جرينلاند)، وهي احتكار التجارة التابع للحكومة الدنماركية، سلسلة من العملات المعدنية المميزة لاستخدامها في جرينلاند. في عام 1944، أصدرت الإدارة الاستعمارية عملة معدنية بقيمة 5 كرونة، باستخدام تصميم مماثل للقطعة المعدنية المتداولة آنذاك بقيمة 1 كرونة، ولكن أُنتجت في دار سك العملة الأمريكية في فيلادلفيا. على الرغم من أن المستعمرات في جرينلاند دُمجت مع الدنمارك بموجب التغيير الذي حصل على الدستور الدنماركي عام 1953، استمرت الإدارة جرينلاندية في إصدار الأوراق النقدية الخاصة بها حتى عام 1968.
في عام 2006، أعلنت حكومة الدنمارك وسلطة الحكم الذاتي في جرينلاند التوصل إلى اتفاق لإنتاج نسخة جرينلاندية مميزة من أوراق الكرونة الدنماركية (DKK)، وهي علاقة مماثلة للعلاقة بين الكرونة الفاروية والكرونة الدنماركية. وقد أقر البرلمان الدنماركي بالإجماع مشروع قانون بهذا الشأن في مايو/أيار 2007. ويحدد مشروع القانون طبيعة الإصدار الجديد:
توجد عملة وسياسة نقدية واحدة للمملكة بأكملها. تقع المسؤولية عن ذلك على عاتق البنك الوطني الدنماركي. وبالتالي، يُعدّ البنك الوطني الدنماركي البنك المركزي للمملكة بأكملها، والكرونة الدنماركية هي عملة المملكة بأكملها. لا يُغيّر هذا القانون هذا الوضع. بغض النظر عن استخدام أوراق نقدية غرينلاندية مُختلفة، تُطبّق العملة نفسها المُستخدمة في بقية الدنمارك. وبالتالي، تُعدّ الأوراق النقدية غرينلاندية شكلاً خاصًا من عملة الكرونة الدنماركية، وتُفهم على أنها أوراق نقدية وطنية قياسية تحمل نصًا غرينلانديًا.— برلمان الدنمارك، القانون رقم 42 لدورة 2006-2007، التعليقات الرسمية، http://www.ft.dk/Samling/20061/lovforslag/L42/som_fremsat.htm
ومع ذلك، في التصويت الذي جرى في منتصف أكتوبر/تشرين الأول 2009، قررت جرينلاند عدم تقديم عملاتها النقدية الخاصة في الوقت الراهن.

## عملات معدنية

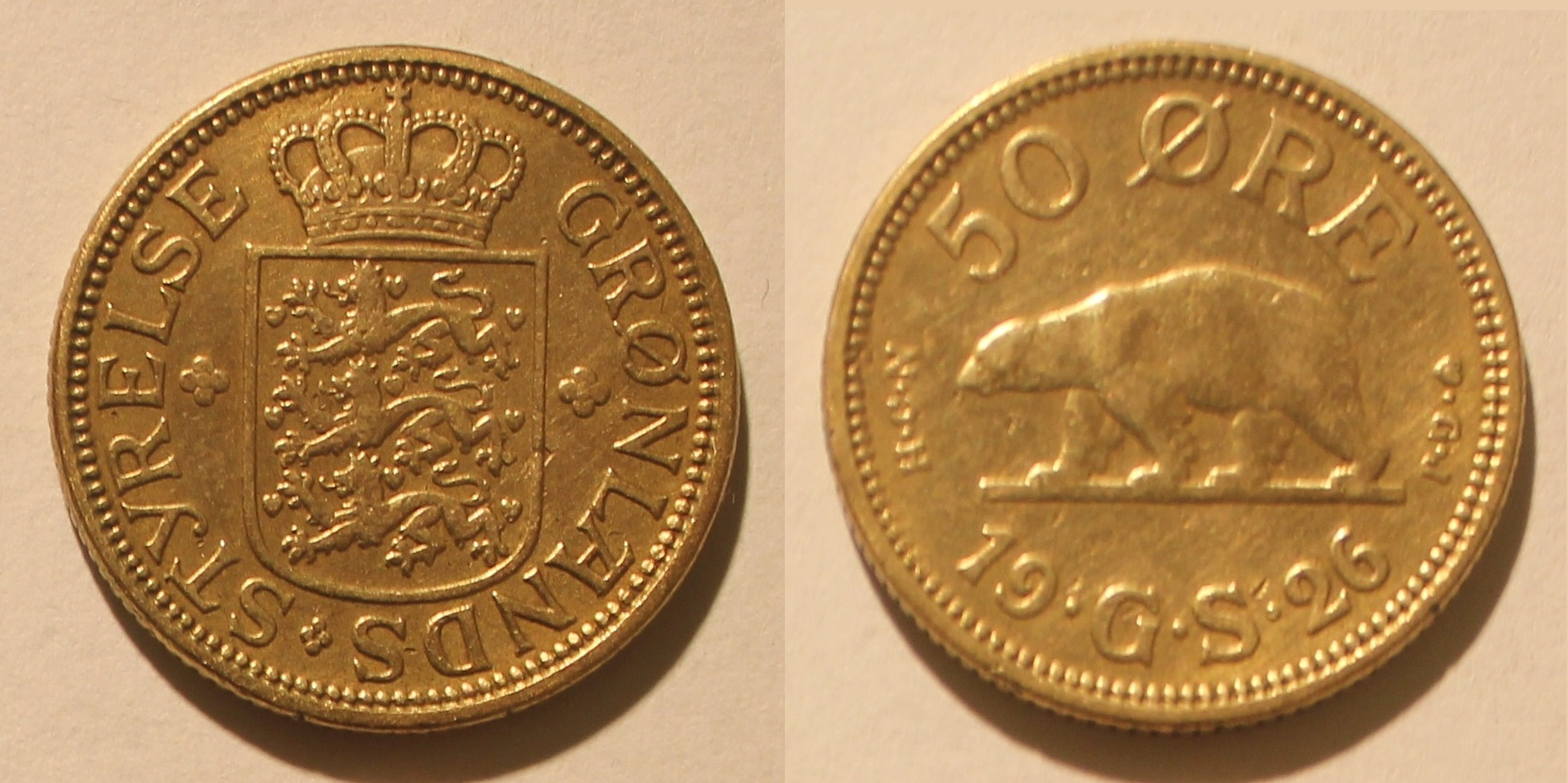
عملة جرينلاند من البرونز والألمنيوم 50 øre من عام 1926.

في عام 1926، صُدرت عملة من النحاس والنيكل بقيمة 25 أوري وعملة من البرونز والألومنيوم بقيمة 50 أوري و1 كرونة. كانت العملات المعدنية بنفس الحجم والتركيب مثل العملات الدنماركية المقابلة. ومع ذلك، لم تُخرق فئة 25 أوري، على الرغم من سحب بعضها من التداول، وخرقها ثم إعادة إصدارها.
في عام 1944، مع احتلال جرينلاند من قبل الولايات المتحدة خلال الحرب العالمية الثانية، سُكت عملة معدنية بقيمة 5 كرونة للقوات الأمريكية. على غرار العملات السابقة إلى حد كبير في إظهار الدب القطبي على الوجه الأمامي، سُكت 100000 عملة معدنية من النحاس في دار سك العملة في فيلادلفيا. وكانت قيمتهم في الصرف تساوي دولارًا أمريكيًا واحدًا.
صُدر إصدار ثانٍ من عملة 1 كرونة المصنوعة من الألومنيوم والبرونز، بتصميم منقح، في عام 1957، تلاه إصدارات من النحاس والنيكل في عامي 1960 و1964.
ومن بين الإصدارات الأجنبية ذات الصلة العملة المعدنية بقيمة 2 كرونة التي سكتها الدنمارك في عام 1953. ولإحياء ذكرى بدء حملة مكافحة مرض السل في جرينلاند، سُكت 200 ألف قطعة معدنية. على الوجه الأمامي توجد صورتان للملك فريدريك التاسع ملك الدنمارك والملكة إنغريد. ويظهر على الجانب الآخر خريطة للجزيرة تحمل الاسم الأصلي، Kalåtdlit Nunat، أعلاها. تعتبر هذه العملة جزءًا من سلسلة الكرونة الدنماركية المسكوكة.

## الأوراق النقدية

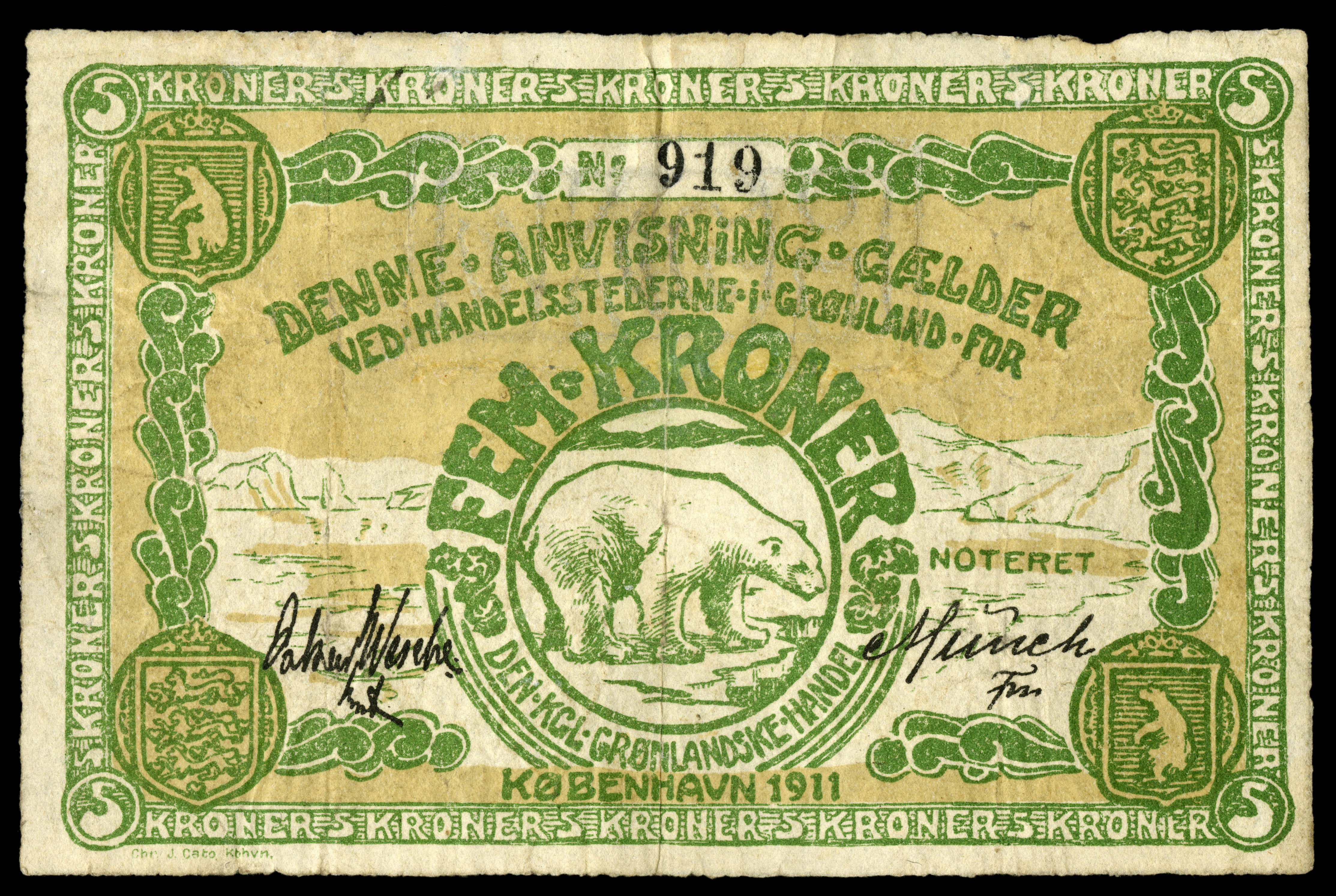
5 كرونة في جرينلاند (1911)، الصادرة عن Den Kongelige Grønlandske Handel، والتي تصور الدب القطبي

في عام 1874، أصدرت شركة Handelsstederne i Grønland الأوراق النقدية من فئة 50 øre و1 كرونة، تليها الأوراق النقدية من فئة 25 øre في العام التالي. في عام 1887، طُرحت الأوراق النقدية بقيمة 5 كرونة. استمرت Handelsstederne في إصدار الأوراق النقدية حتى عام 1905. في عام 1911، بدأت Kongelige Grønlandske Handel في إصدار النقود الورقية، بأوراق نقدية من فئات 25 و50 øre و1 و5 كرونة.
في عام 1913، قُدمت الأوراق النقدية الاستعمارية (التي تحمل علامة Styrelse af Kolonierne i Grønland) بفئات 25 و50 øre و1 و5 كرونة. منذ عام 1926، وضعت علامة Grønlands Styrelse على الأوراق النقدية الاستعمارية، وتوقف إنتاج الفئات التي تقل عن 5 كرونة، وقُدمت الأوراق النقدية بقيمة 10 و50 كرونة.
في عام 1953، استأنفت شركة Kongelige Grønlandske Handel إنتاج الأوراق النقدية من فئة 5 و10 و50 كرونة، في حين صُدرت أيضًا سندات الائتمان ( Kreditsedler ) بقيمة 100 كرونة. أُنتجت هذه الأوراق النقدية حتى عام 1967.

## ملحوظات
1. ↑  "Greenland rejects new national currency | IceNews - Daily News". 13 أكتوبر 2009. مؤرشف من الأصل في 2025-02-01.
2. ↑  "Kommende grønlandsk seddelserie" (بالدنماركية). Archived from the original on 2008-01-30. Retrieved 2008-02-09.
3. ↑  "Greenland rejects new currency". IceNews. 13 أكتوبر 2009. مؤرشف من الأصل في 2012-03-24. اطلع عليه بتاريخ 2017-11-29.

## روابط خارجية
- عملة جرينلاند الورقية
- عملة جرينلاند